# 山形明正高等学校
山形明正高等学校（やまがためいせいこうとうがっこう、英: Yamagata Meisei High School）は、山形県山形市飯田一丁目にある私立高等学校。
略称は「山形明正」。
2011年（平成23年）4月1日、蔵王高等学校から改称した。

## 設置学科
- 全日制課程
  - 普通科
  - 自動車工学科
  - 自動車工学専攻科
  - 情報機械科

## 沿革
- 1961年（昭和36年）
  - 3月1日 - 学校法人茂木学園を設立、認可を受ける。
  - 4月1日 - 山形自動車工業高等学校（自動車科）として山形市緑町に開校する。
- 1962年（昭和37年）11月3日 - 校名を蔵王工業高等学校に改称する。
- 1963年（昭和38年）3月31日 - 山形市蔵王飯田峯道1213番地に校舎（教室、実習工場）を竣工する。
- 1964年（昭和39年）
  - 3月16日 - 自動車整備士第1種養成施設として、運輸省より認可を受ける。
  - 3月31日 - 山形市蔵王飯田に本校舎を竣工する。
  - 4月1日 - 山形市緑町より飯田地内に全面移転する。
- 1966年（昭和41年）4月1日 - 工業経営科を設置する。
- 1972年（昭和47年）4月1日 - 工業経営科を自動車経営科に改称する。
- 1974年（昭和49年）4月1日 - 自動車経営科を廃止し、自動車科の単科となる。
- 1975年（昭和50年）4月1日 - 普通科を設置する。
- 1978年（昭和53年）4月1日 - 普通科を廃止する。
- 1982年（昭和57年）4月1日 - 機械工学科を設置し、自動車科を自動車工学科に改称する。
- 1983年（昭和58年）4月1日 - 自動車工学専攻科を設置する。
- 1988年（昭和63年）8月1日 - 住所表示変更により山形市飯田三丁目11番10号となる。
- 1991年（平成3年）4月1日 - 法人名を学校法人蔵王高等学校、校名を蔵王高等学校に改称する。また、機械工学科を情報機械科に科名変更する。
- 1992年（平成4年）4月1日 - 普通科を設置する[1]。
- 2011年（平成23年）4月1日 - 法人名を学校法人明正学園、校名を山形明正高等学校に改称する。また、本校舎を山形市飯田一丁目1番8号に移転し、従来の本校舎を峯道校舎とする[2]。

## 部活動
- 体育系
  - サッカー、野球、バスケットボール、陸上競技、卓球
- 文化系
  - テクノクラブ、美術、書道、吹奏楽、伝統芸能、インターアクト、パソコン

### サッカー部
- 2023年 - 第102回全国高等学校サッカー選手権大会山形県大会決勝で羽黒高校に勝利して、全国大会初出場[3]。

## 交通アクセス
- JR東日本 蔵王駅（奥羽本線（山形線））より徒歩34分
- 山交バス 大学病院口［明正高入口］バス停より徒歩2分